# Påskbrasa

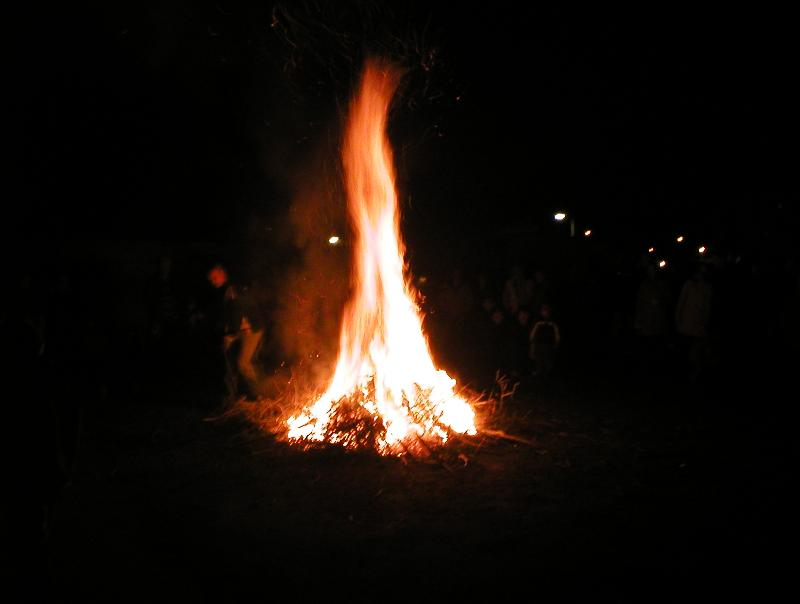
Liten påskeld, Mossen, Göteborg 2005.

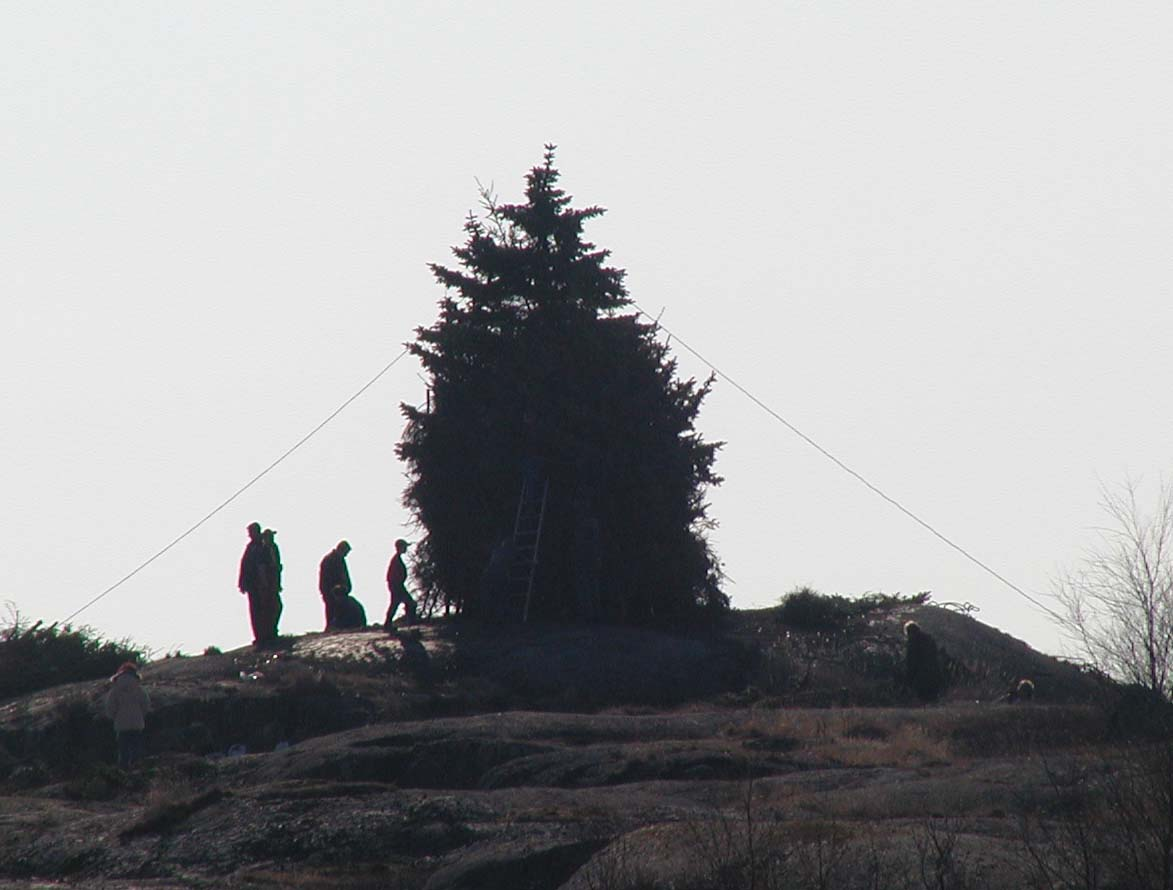
Påskbrasa förbereds, Hönö 2003.

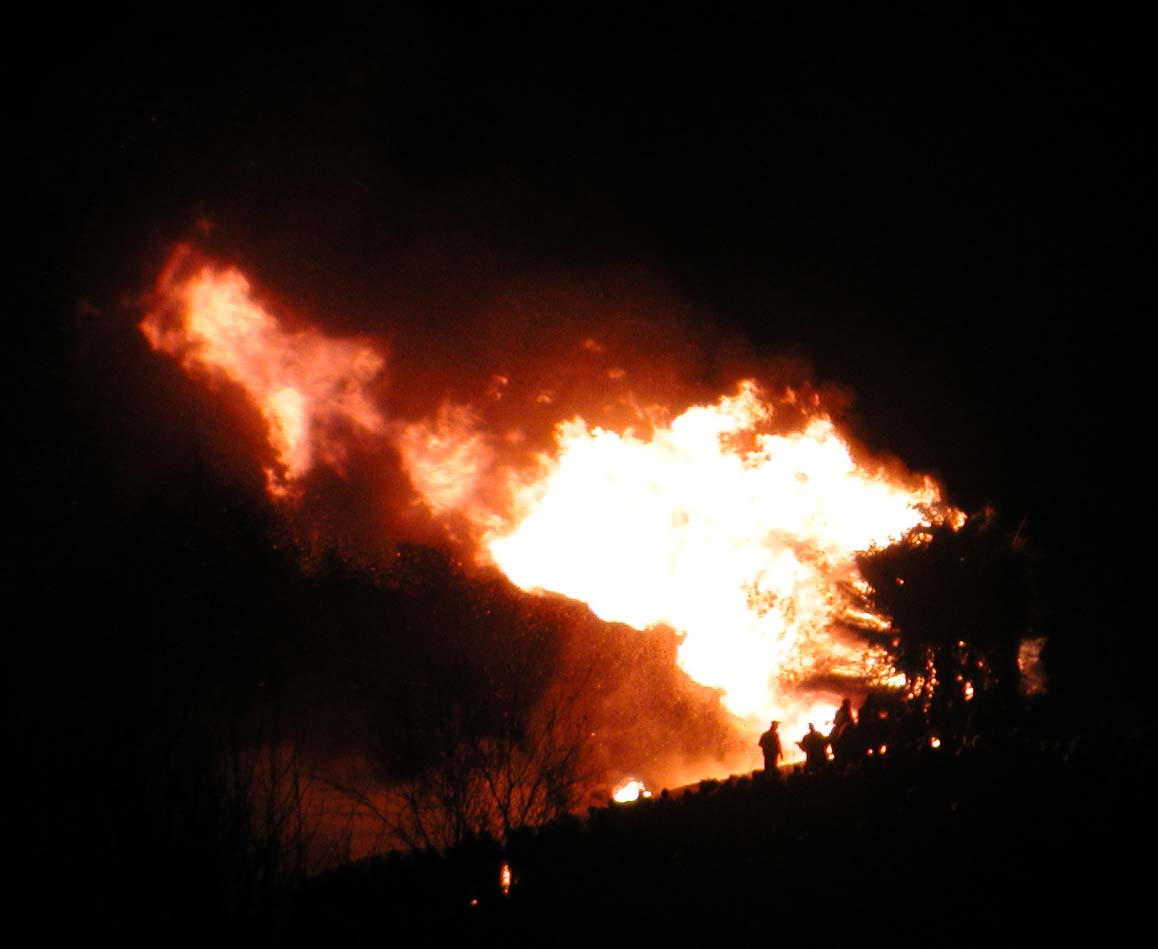
Påskbrasa Hönö 2003.

Påskbrasa eller påskeld (även påskfyr eller påskefyr) är en utomhusbrasa som vanligtvis tänds på påskaftonskvällen. Påskbrasan är en traditionell årseld som är känd i Sverige och Finland sedan 1700-talet. Seden har varit vanligast förekommande i västra Sverige, främst i Västergötland, Bohuslän, Halland, södra Värmland och västra Småland, samt i Österbotten i Finland. Under 2000-talet har traditionen minskat i omfattning men förekommer fortfarande i viss omfattning i Bohuslän, Halland och Göteborgsområdet i Sverige samt i Södra och Mellersta Österbotten i Finland. 

## Historia
Påskeldarna har förekommit i Sverige åtminstone sedan andra hälften av 1700-talet. Det tidigaste belägget är från  Västergötland) år 1768. De har kommit till Sverige från Nederländerna via nederländska köpmän till Göteborg. Därifrån tros seden att tända eldar spridits över västra Sverige.
Vid mitten av 1800-talet tändes påskeldar i Halland, norra Skåne, västra Småland, Bohuslän, Västergötland, delar av Närke, Dalsland samt södra Värmland. Utanför detta område tändes påskeldar endast sporadiskt, till exempel i Lindesberg och Nora i Västmanland. Troligtvis har de kommit till dessa orter med inflyttad befolkning.
Att man tände påskeldar förr i tiden hänger inte samman med boskapsskötseln, såsom är fallet med valborgsmässoeldarna. Istället har den vanligaste motiveringen till påskeldarna varit att man velat skrämma bort påskkärringar som var på väg från eller till Blåkulla.
En lokal påsktradition som var vanlig vid 1800-talets slut och 1900-talets början var att tillverka en halmdocka föreställande en påskkärring med kläder, kvast, raka, väska och påskbrev, som sedan eldades upp på påskaftons kväll.
I Österbotten i Finland har påskbrasetraditionen utövats sedan 1700-talet. I Södra Österbotten kallas påskbrasan för ”valakiat”.

## Nutid
På flera av öarna i Göteborgs norra skärgård tävlar man traditionellt om var man bygger den största brasan. Jakten på gamla julgranar och annat skräp är intensiv och ibland stjäl man brasmaterial från varandra. Påskbrasetraditionen är fortsatt stark i Södra och Mellersta Österbotten, men brasorna tenderar att vara mindre och inte organiseras av hela byar utan oftare av enskilda familjer eller mindre grupper.